# Reach
Охоплення (Reach) - кількість людей в абсолютних цифрах або у відсотках, які хоча б один раз проконтактували з подією.Наприклад, бачили хоча б один випуск регулярної телепрограми або хоча б один рекламний ролик протягом певного проміжку часу.

## Використання
З точки зору рекламодавця, охоплення - це найважливіший показник ефективності рекламної кампанії. Він забезпечує контакт рекламного повідомлення з цільовою аудиторією, тобто те, щоб реклама трапилась на очі / у вуха потенційному покупцеві. 
Адже контакт - найперший крок впливу реклами, якщо покупець не побачив рекламу, то вся робота креативного відділу була даремною. Саме ті споживачі, які проконтактували з подією, і підуть в магазин за покупкою або в банк за кредитом, замовлять піцу або поїдуть відпочивати, купивши  путівку від турагентства.
Reach дозволяє зрозуміти, яку частку аудиторії (або цільової аудиторії) ми охопили своєю рекламою. Якщо медіапланування і розміщення зроблено грамотно, то Reach може досягати 90% цільової аудиторії. Це буде означати, що 9 осіб із 10 бачили ролик хоча б один раз.

## Обчислення
Охоплення можна виразити як співвідношення: Reach = GRP / Av.Frequency
Одним з визначень GRP є формула GRP = Reach1 + Reach2 + Reach3 + ... + ReachN, де 1, 2, 3 ... N - це порядковий номер появи події (тобто виходу телепрограми, журналу чи ролика).